# Mi pequeña flor (Vanessa)
Mi pequeña flor (Vanessa) es un precioso bolero compuesto en 1979 por Juan Gabriel García Escobar interpretado por Manolo Escobar, que es dedicado a su hija Vanessa. En los años 70 y 80 esta canción fue muy popular en España.